# Puvunga
Puvunga (ortografia alternativa: Puvungna) és un antic poble i lloc d'enterrament que es creu que va estar poblat pels tongva (gabrieliño), una tribu d'amerindis dels Estats Units que habitaven la regió al voltant de Los Angeles, California. El lloc està ubicat al campus de l'actual Universitat Estatal de Califòrnia, Long Beach al llarg de les ribes d'un rierol ara canalitzat, a uns 5 kilòmetres de l'oceà Pacífic.
Es creu que Puvunga és el bressol de Chingishnish, la principal divinitat o heroi cultural de la mitologia tongva, i es reivindica com un lloc sagrat.
Una part d'aquest lloc (que no està marcat amb cap signe o altre marcador informatiu) comprèn un espai natural situat a la vora del campus, prop d'una platja d'estacionament. Hi va haver un temps en aquest lloc tenia una font natural, i la ubicació es refereix a vegades com a Puvunga Spring. Un altre lloc similar (però més gran) lloc tongva és Kuruvungna Springs sobre els terrenys de l'Escola Universitària de Los Angeles.
Des de la dècada de 1960 els tongva han intentat preservar el lloc Puvunga del desenvolupament, i fou llistat en el Registre Nacional de Llocs Històrics en 1974 . Tanmateix, la universitat ha desafiat aquesta designació al·legant que no van ser consultats quan es va presentar la sol·licitud. El 1992, quan la universitat va començar els seus primers intents de construir un centre comercial en aquesta última part no desenvolupada del campus, els tongva van iniciar protestes i van presentar una demanda que ha paralitzat temporalment qualsevol construcció. El lloc es manté com una zona de gespa sense construir, amb uns quants arbres.
Proves etnohistòriques identifiquen clarament Puvungna amb Rancho Los Alamitos, una part del qual es va convertir en campus de la Cal State Long Beach. Més d'una dotzena de jaciments arqueològics repartits en una superfície de prop de 500 acres (2 kilòmetres quadrats) vora el campus han estat identificades com a part del complex Puvungna. La majoria d'ells han estat destruïts pel desenvolupament.
En 1972 els treballadors del campus van descobrir parts d'un cementiri indi en un d'aquests llocs, LAN-235, situada a l'extrem occidental del campus. Aquestes restes van ser col·locades en el laboratori d'arqueologia de CSULB. Uns anys més tard, Lan-235 es va col·locar en el Registre Nacional de Llocs Històrics per "representar" Puvungna "com un mitjà de perpetuar la memòria d'aquests pobles originaris i la seva religió, i com una ajuda per al programa de l'educació pública". Dos llocs van ser inclosos en el Registre Nacional: els llocs LAN-234 i LAN-306, situats just a l'est de l'escola en els terrenys de l'històric Rancho Los Alamitos.